# Mick Thomson
Mick Thomson (3 november 1973, Des Moines, Iowa), ook wel bekend onder zijn alias 7, is een Amerikaanse gitarist, vooral bekend als lid van de band Slipknot.
Hij heeft op alle studioalbums van Slipknot, inclusief ‘Mate. Feed. Kill. Repeat.’, gitaar gespeeld.
- MusicBrainz: 294ae9b7-1ea7-431a-997f-8f28690f3c08
- Virtual International Authority File: 963154260594024480004